# Chetwynd Aston
Chetwynd Aston – osada w Anglii, w hrabstwie Shropshire, w dystrykcie (unitary authority) Telford and Wrekin. W 1891 roku civil parish liczyła 342 mieszkańców.